# Sandalele pescarului
Sandalele pescarului (titlul original: în engleză The Shoes of the Fisherman) este un film american din anul 1968, cu Anthony Quinn în rolul episcopului Lakota și Laurence Olivier în rolul conducătorului URSS. Filmul este adaptarea cinematografică a romanului omonim publicat de Morris West în 1963.

## Rezumat
Acțiunea filmului se desfășoară în timpul Războiului Rece. Kiril Pavlovici Lakota, mitropolitul de Lviv (Ucraina), este eliberat după 20 de ani de detenție într-un lagăr de muncă din gulagul siberian.
Conducătorul sovietic Piotr Kamenew (Laurence Olivier) încuviințează plecarea mitropolitului Lakota în exil la Roma, cu condiția ca acesta să-și folosească influența pentru ca Biserica Catolică să medieze în conflictul cu China. Bătrânul papă Pius al XIII-lea (John Gielgud) îl face pe Lakota cardinal, dându-i ca biserică titulară Biserica Sfântul Atanasie din Roma. Lakota ezită, rugându-l pe Pius al XIII-lea să-i încredințeze „o misiune simplă, cu oameni simpli”, însă papa insistă, așa încât mitropolitul îngenunchează și primește tichia purpurie (zucchetto), pe care o poartă cardinalii.
După moartea papei Pius al XIII-lea este convocat un conclav, la care cardinalul Lakota participă ca elector. Principalii cardinali „papabili” (considerați drept probabil nou papă) sunt cardinalul Leone și cardinalul Rinaldi. După șapte scrutine în care nici unul din cei doi nu obține majoritatea necesară, Lakota este propus de cardinalul Rinaldi în mod neașteptat drept candidat de compromis. Cei mai mulți membri ai Colegiului Cardinalilor au vorbit cu Lakota și au fost impresionați de ideile sale și de smerenia lui, așa încât se hotărăsc să-l aleagă. Lakota își ia numele de papa Kiril. Între timp lumea este în pragul unui război nuclear, din cauza unei dispute chinezo-sovietice agravate de foametea cauzată de restricțiile comerciale impuse Chinei de Statele Unite ale Americii.
În seara după alegerea sa, papa Kiril se strecoară din Vatican cu ajutorul valetului său Gelasio. Papa se plimbă prin Roma îmbrăcat ca simplu preot. Din întâmplare o întâlnește pe Dr. Ruth Faber, care are o căsnicie dificilă cu George Faber, jurnalist de televiziune și corespondent acreditat la Roma.